# Зерновий (Ісетський район)
Зернови́й (рос. Зерновой) — селище у складі Ісетського району Тюменської області, Росія.
Населення — 150 осіб (2010, 166 у 2002).
Національний склад станом на 2002 рік:
- росіяни — 83 %